# Angélina Berthiaume-Du Tremblay
Pour les articles homonymes, voir Berthiaume et Tremblay.
Angélina Berthiaume-Du Tremblay, née à Montréal, le 27 mars 1886 et morte dans cette même ville le 17 juillet 1976, est une éditrice et femme d'affaires canadienne (québécoise).  De 1955 à 1961, elle est présidente et directrice générale de La Presse,. 

## Biographie

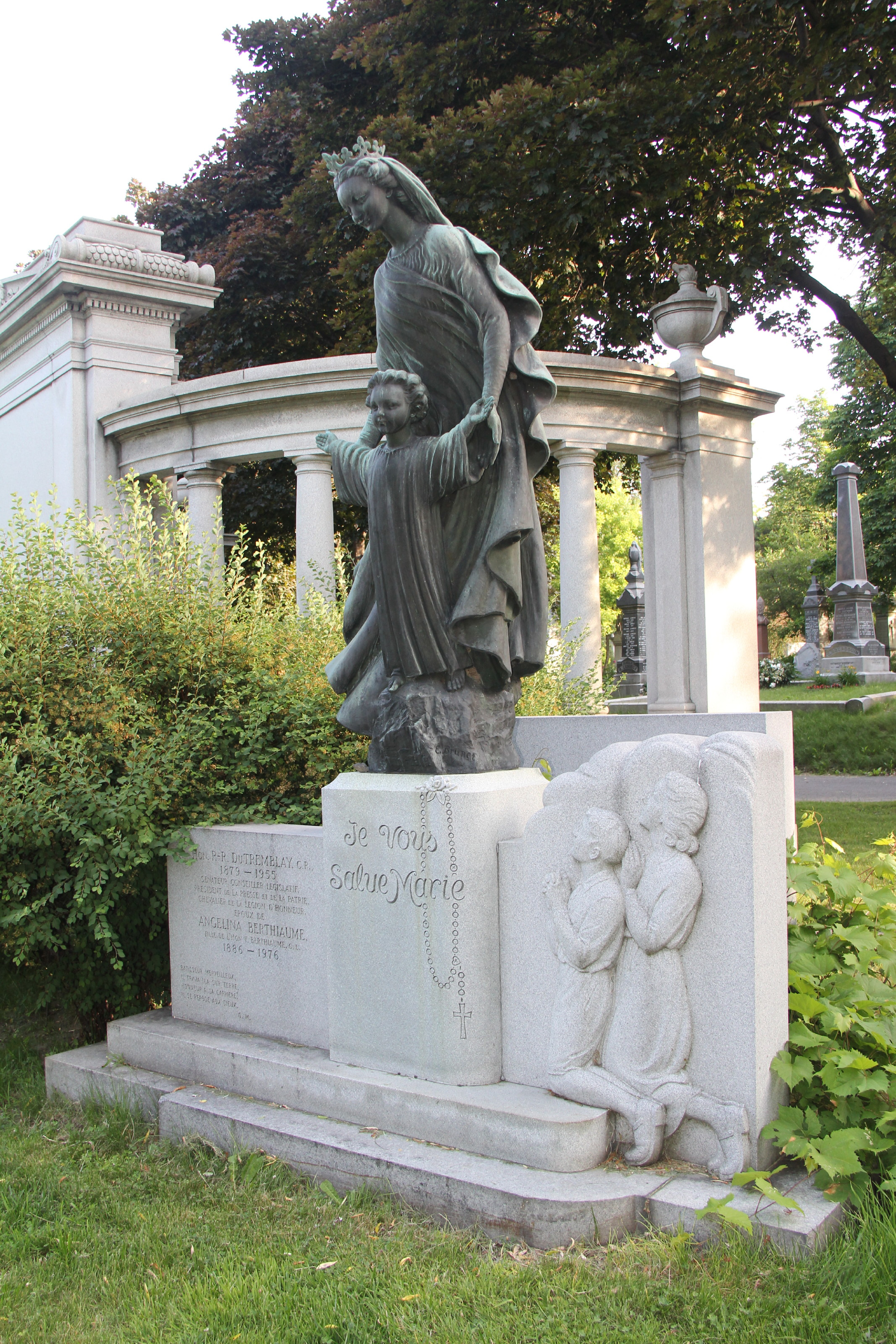
Pierre tombale de Angélina Berthiaume et Pamphile-Réal Du Tremblay, cimetière Notre-Dame-des-Neiges, Montréal

Née à Montréal en 1886, Angélina Berthiaume-Du Tremblay est la fille d'Elmina Gadbois (1851-1915) et de Trefflé Berthiaume (1848-1915), homme d'affaires et propriétaire du journal La Presse. Elle est la troisième de huit enfants.
Elle étudie au couvent Villa-Maria.
Le 21 septembre 1907, elle épouse Pamphile-Réal Du Tremblay, avocat, homme politique et homme d'affaires.
Elle succède à son mari, décédé en 1955 et devient présidente et directrice générale de La Presse de 1955 à 1961. 
Elle fonde le quotidien Le Nouveau Journal en 1961. 
En 1961, elle crée la Fondation qui porte son nom. Celle-ci est active depuis 1967.

## PrixAngélina-Berthiaume-Du Tremblay
Depuis 1977, le prix Angélina-Berthiaume-Du Tremblay récompense la gagnante ou le gagnant du concours littéraire La Plume d'argent en novembre, au Salon du livre de Montréal. Ce prix s'adresse aux auteures et auteurs de plus de 60 ans.